# NACA-Haube

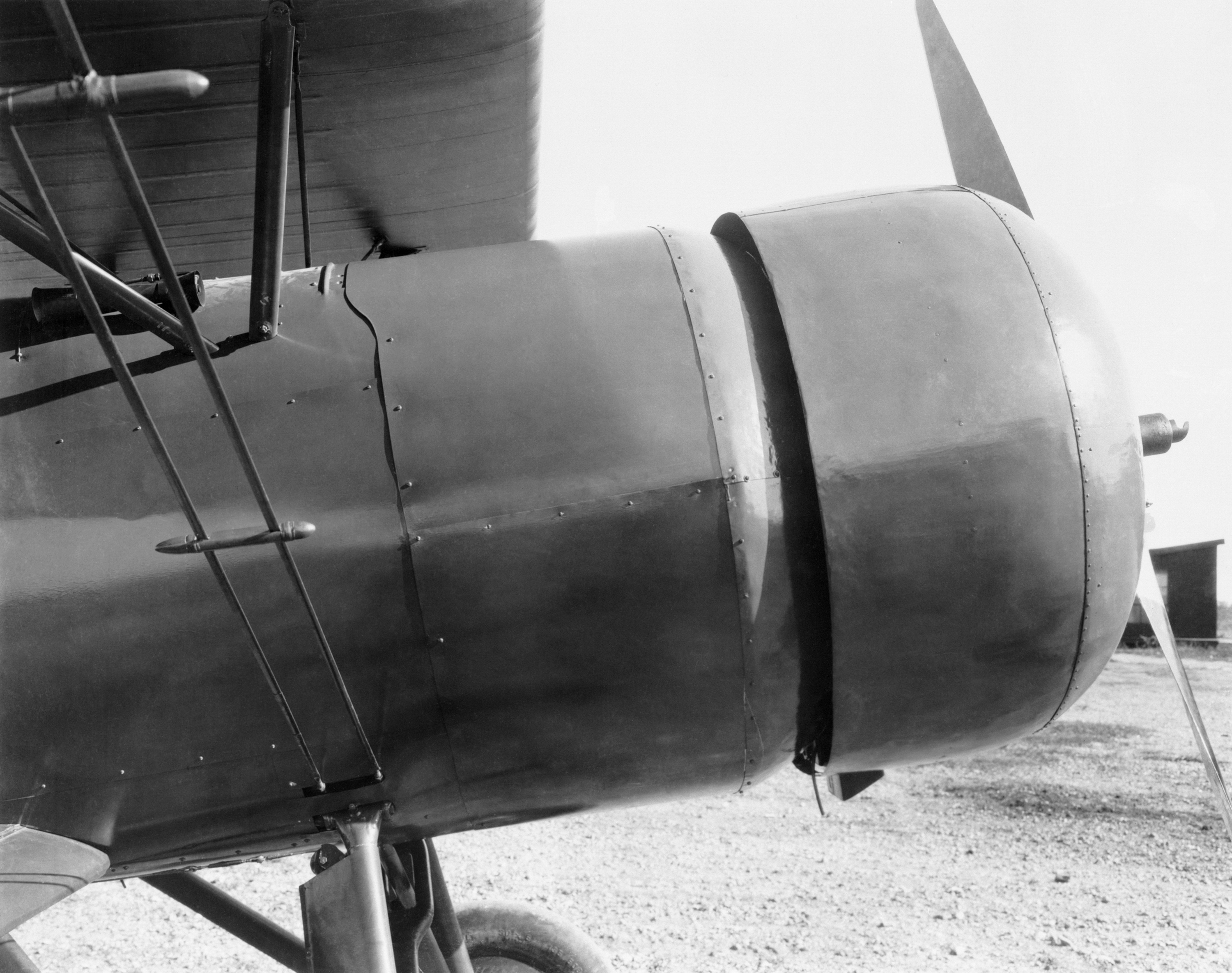
NACA-Haube an einer Curtiss AT-5A im Langley Memorial Aeronautical Laboratory (Oktober 1928)

Die NACA-Haube ist eine Motorverkleidung für Sternmotoren an Flugzeugen.

## Entwicklung
Die NACA-Haube wurde von einem Entwicklungsteam um Fred Weick beim National Advisory Committee for Aeronautics (NACA) 1928 in einem der ersten Großwindkanäle am Langley Memorial Aeronautical Laboratory entwickelt. Das Versuchsflugzeug, ein Curtiss P-5-Doppeldecker mit einem Sternmotor vom Typ Wright J-5, erreichte mit der Haube 220 km/h statt 190 km/h, ohne dass sonst etwas am Flugzeug verändert wurde.
Die Ergebnisse führten dazu, dass praktisch alle Modelle, die einen Sternmotor verwendeten, ab 1932 mit einer entsprechenden Haube ausgerüstet wurden. Radikalere Auslegungen in Düsenkühlerausführung führten dazu, dass die Verkleidungen sogar Nettoschub in bestimmten Höhen und ab bestimmten Geschwindigkeiten lieferten.

## Funktion

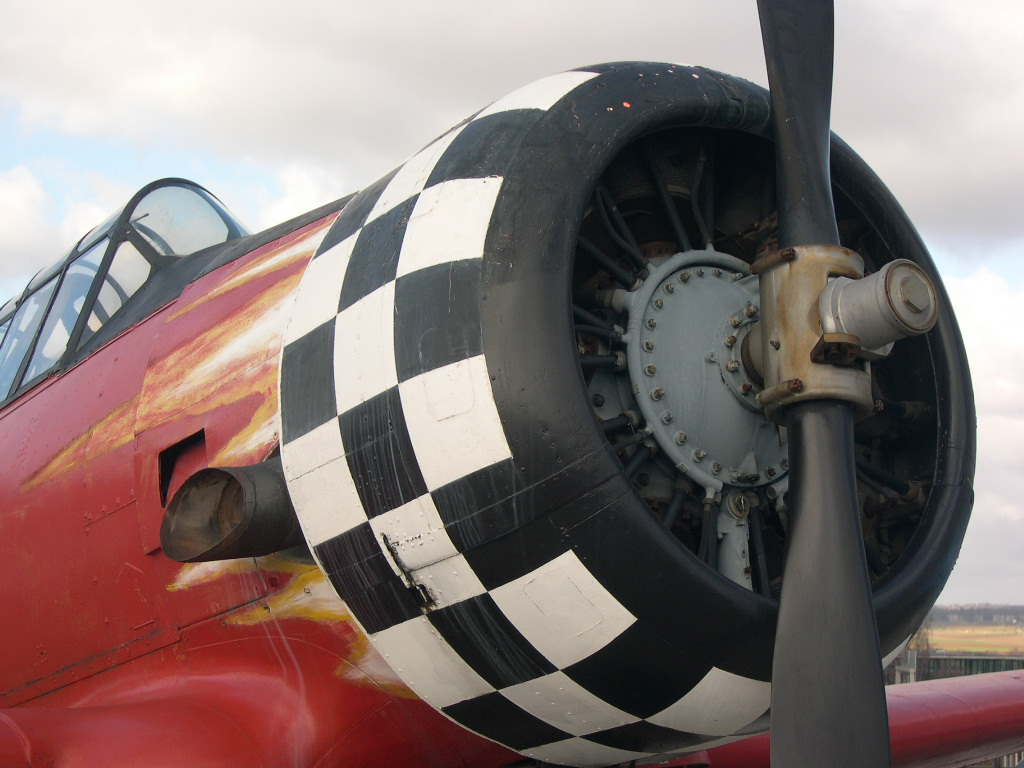
NACA-Haube (schwarz-weiß) an einer North American T-6

Die Haube sorgt dafür, dass Kühlluft durch die konzentrisch um die Propellerwelle und das Kurbelgehäuse angeordnete Eintrittsöffnung von vorne zuströmen kann und von dort über die heißesten Teile, also die Zylinder und insbesondere die Zylinderköpfe des Sternmotors, geleitet wird. Anschließend tritt die erhitzte Luft  aus einem Ringspalt, der im Regelfall mit verstellbaren Kühlluftklappen versehen ist, wieder aus. Durch diese Luftausströmklappen am hinteren Abschluss der Haube kann der Luftdurchsatz an die  jeweilige Motorbelastung bzw. den Kühlbedarf angepasst werden. Die NACA-Haube vermindert die turbulente Strömung hinter den ansonsten frei im Propellerstrahl bzw. Fahrtwind stehenden Bauteile eines Sternmotors und stellt gleichzeitig einen sauberen aerodynamischen Übergang vom Motor zu Rumpf oder Motorgondel her. Dadurch verringert der Ring den Luftwiderstand der Triebwerksanlage deutlich, gleichzeitig stellt er eine optimale Durchströmung mit Kühlluft sicher.